# Эмсер, Вернер
Вернер Эмсер (нем. Werner Emser; 11 октября 1920 — до 2004) — немецкий футболист, нападающий. Выступал за сборную Саара.

## Биография

### Клубная карьера
Практически всю профессиональную карьеру провёл в клубе «Боруссия» Нойнкирхен, за который выступал с начала 1950-х до 1961 года и провёл более 200 матчей. В 1959 году дошёл с клубом до финала Кубка Германии, где отметился забитым голом, но в итоге «Боруссия» уступила команде «Шварц-Вайс» со счётом 2:5. Часть сезона 1958/59 Эмсер отыграл за клуб «Шпайер».

### Карьера в сборной
Дебютировал за сборную Саара 5 июня 1954 года в товарищеской встрече со сборной Уругвая (1:7), отыграв полный матч. Осенью того же года сыграл ещё два товарищеских матча: 26 сентября принял участие в игре против Югославии (1:5), в которой отметился забитым голом, а 17 октября сыграл матч со второй сборной Франции (1:4). В дальнейшем в сборную не вызывался.